# Collegio di Airdrie and Shotts
Airdrie and Shotts è un collegio elettorale scozzese della Camera dei Comuni del Parlamento del Regno Unito. Elegge un membro del Parlamento con il sistema maggioritario a turno unico. Il rappresentante del collegio, dal 2024, è il laburista Kenneth Stevenson.

## Estensione
- 1997-2005: le divisioni elettorali del Distretto di Monklands di Airdrie North e Airdrie South, e la divisione elettorale del Distretto di Motherwell di Fortissat.
- dal 2005: i ward del Consiglio del Lanarkshire Settentrionale di Academy, Airdrie Central, Benhar, Calderbank, Chapelhall, Clarkston, Craigneuk and Petersburn, Dykehead, Holytown, New Monkland West, Newarthill, Newmains, North Cairnhill and Coatdyke, Plains and Caldercruix, Salsburgh, South East Cairnhill and Gartlea, Stane e Whinhall.

Airdrie and Shotts è abitato prevalentemente dalla classe media, e contiene le città di Airdrie, Calderbank, Chapelhall, Glenmavis e Shotts. Perlopiù, il collegio di Airdrie and Shotts mantiene i confini del suo predecessore; da North Lanarkshire provengono Holytown e Newarthill. Il seggio si trova su entrambi i lati della Motorway M8 verso Glasgow.
Alcune cittadine come Stane, Dykehead e Shotts furono aggregate a Airdrie nel 1997 per costituire questo collegio, il predecessore del quale era Monklands East. L'area della parte orientale di Coatbridge fa anch'essa parte del collegio.
Le modifiche del 2005 videro il collegio perdere alcuni territori a vantaggio di Motherwell and Wishaw, mentre ottenne parte di Hamilton North and Bellshill. Airdrie and Shotts si rivelò essere una roccaforte laburista dalla sua creazione fino al 2015, quando fu conquistato dal Partito Nazionale Scozzese.

## Membri del parlamento
| Elezione | Elezione          | Deputato          | Partito   |
| -------- | ----------------- | ----------------- | --------- |
|          | 1997              | Helen Liddell     | Laburista |
| 2005     | John Reid         |                   | Laburista |
| 2010     | Pamela Nash       |                   | Laburista |
|          | 2015              | Neil Gray         | SNP       |
| 2021 (S) | Anum Qaisar-Javed |                   | SNP       |
|          | 2024              | Kenneth Stevenson | Laburista |

## Risultati elettorali

### Elezioni negli anni 2020
| Partito                    | Partito                                  | Candidato                  | Risultati 4 luglio 2024 | Risultati 4 luglio 2024 |
| Partito                    | Partito                                  | Candidato                  | Voti                    | %                       |
| -------------------------- | ---------------------------------------- | -------------------------- | ----------------------- | ----------------------- |
|                            | Laburista                                | Kenneth Stevenson          | 18 871                  | 51,47                   |
|                            | SNP                                      | Anum Qaisar-Javed          | 11 324                  | 30,88                   |
|                            | Reform UK                                | David Hall                 | 2 971                   | 8,10                    |
|                            | Conservatore                             | Alexandra Herdman          | 1 696                   | 4,63                    |
|                            | Lib Dem                                  | Lewis Younie               | 725                     | 1,98                    |
|                            | Alba                                     | Josh Robertson             | 623                     | 1,70                    |
|                            | British Unionist                         | John Jo Leckie             | 456                     | 1,24                    |
|                            |                                          |                            |                         |                         |
| Iscritti                   | Iscritti                                 | Iscritti                   | 70 199                  | 100,00                  |
| ↳ Votanti (% su iscritti)  | ↳ Votanti (% su iscritti)                | ↳ Votanti (% su iscritti)  | 36 666                  | 52,23                   |
| ↳ Astenuti (% su iscritti) | ↳ Astenuti (% su iscritti)               | ↳ Astenuti (% su iscritti) | 33 533                  | 47,77                   |
|                            |                                          |                            |                         |                         |
|                            | Esito: collegio passa da SNP a Laburista |                            |                         |                         |

| Partito                    | Partito                          | Candidato                  | Risultati 13 maggio 2021 | Risultati 13 maggio 2021 |
| Partito                    | Partito                          | Candidato                  | Voti                     | %                        |
| -------------------------- | -------------------------------- | -------------------------- | ------------------------ | ------------------------ |
|                            | SNP                              | Anum Qaisar-Javed          | 10 129                   | 46,41                    |
|                            | Laburista                        | Kenneth Stevenson          | 8 372                    | 38,36                    |
|                            | Conservatore                     | Ben Callaghan              | 2 812                    | 12,88                    |
|                            | Lib Dem                          | Stephen Arrundale          | 220                      | 1,01                     |
|                            | SDP                              | Neil Manson                | 151                      | 0,69                     |
|                            | Unionista Scozzese               | Jonathan Stanley           | 59                       | 0,27                     |
|                            | Reform UK                        | Martyn Greene              | 45                       | 0,21                     |
|                            | UKIP                             | Donald Mackay              | 39                       | 0,18                     |
|                            |                                  |                            |                          |                          |
| Iscritti                   | Iscritti                         | Iscritti                   | 63 635                   | 100,00                   |
| ↳ Votanti (% su iscritti)  | ↳ Votanti (% su iscritti)        | ↳ Votanti (% su iscritti)  | 21 827                   | 34,30                    |
| ↳ Astenuti (% su iscritti) | ↳ Astenuti (% su iscritti)       | ↳ Astenuti (% su iscritti) | 41 808                   | 65,70                    |
|                            |                                  |                            |                          |                          |
|                            | Esito: collegio confermato a SNP |                            |                          |                          |

### Elezioni negli anni 2010
| Partito                    | Partito                          | Candidato                  | Risultati 12 dicembre 2019 | Risultati 12 dicembre 2019 |
| Partito                    | Partito                          | Candidato                  | Voti                       | %                          |
| -------------------------- | -------------------------------- | -------------------------- | -------------------------- | -------------------------- |
|                            | SNP                              | Neil Gray                  | 17 929                     | 45,08                      |
|                            | Laburista                        | Helen McFarlane            | 12 728                     | 32,00                      |
|                            | Conservatore                     | Lorraine Nolan             | 7 011                      | 17,63                      |
|                            | Lib Dem                          | William Crossman           | 1 419                      | 3,57                       |
|                            | Verdi                            | Rosemary McGowan           | 685                        | 1,72                       |
|                            |                                  |                            |                            |                            |
| Iscritti                   | Iscritti                         | Iscritti                   | 64 008                     | 100,00                     |
| ↳ Votanti (% su iscritti)  | ↳ Votanti (% su iscritti)        | ↳ Votanti (% su iscritti)  | 39 772                     | 62,14                      |
| ↳ Astenuti (% su iscritti) | ↳ Astenuti (% su iscritti)       | ↳ Astenuti (% su iscritti) | 24 236                     | 37,86                      |
|                            |                                  |                            |                            |                            |
|                            | Esito: collegio confermato a SNP |                            |                            |                            |

| Partito                    | Partito                          | Candidato                  | Risultati 8 giugno 2017 | Risultati 8 giugno 2017 |
| Partito                    | Partito                          | Candidato                  | Voti                    | %                       |
| -------------------------- | -------------------------------- | -------------------------- | ----------------------- | ----------------------- |
|                            | SNP                              | Neil Gray                  | 14 291                  | 37,61                   |
|                            | Laburista                        | Helen McFarlane            | 14 096                  | 37,09                   |
|                            | Conservatore                     | Jennifer Donnellan         | 8 813                   | 23,19                   |
|                            | Lib Dem                          | Ewan McRobert              | 802                     | 2,11                    |
|                            |                                  |                            |                         |                         |
| Iscritti                   | Iscritti                         | Iscritti                   | 64 192                  | 100,00                  |
| ↳ Votanti (% su iscritti)  | ↳ Votanti (% su iscritti)        | ↳ Votanti (% su iscritti)  | 38 002                  | 59,20                   |
| ↳ Astenuti (% su iscritti) | ↳ Astenuti (% su iscritti)       | ↳ Astenuti (% su iscritti) | 26 190                  | 40,80                   |
|                            |                                  |                            |                         |                         |
|                            | Esito: collegio confermato a SNP |                            |                         |                         |

| Partito                    | Partito                                  | Candidato                  | Risultati 7 maggio 2015 | Risultati 7 maggio 2015 |
| Partito                    | Partito                                  | Candidato                  | Voti                    | %                       |
| -------------------------- | ---------------------------------------- | -------------------------- | ----------------------- | ----------------------- |
|                            | SNP                                      | Neil Gray                  | 23 887                  | 53,94                   |
|                            | Laburista                                | Pamela Nash                | 15 108                  | 34,11                   |
|                            | Conservatore                             | Eric Holford               | 3 389                   | 7,65                    |
|                            | UKIP                                     | Matthew Williams           | 1 088                   | 2,46                    |
|                            | Lib Dem                                  | John Love                  | 678                     | 1,53                    |
|                            | Indipendente                             | Deryck Beaumont            | 136                     | 0,31                    |
|                            |                                          |                            |                         |                         |
| Iscritti                   | Iscritti                                 | Iscritti                   | 66 796                  | 100,00                  |
| ↳ Votanti (% su iscritti)  | ↳ Votanti (% su iscritti)                | ↳ Votanti (% su iscritti)  | 44 286                  | 66,30                   |
| ↳ Astenuti (% su iscritti) | ↳ Astenuti (% su iscritti)               | ↳ Astenuti (% su iscritti) | 22 510                  | 33,70                   |
|                            |                                          |                            |                         |                         |
|                            | Esito: collegio passa da Laburista a SNP |                            |                         |                         |

| Partito                    | Partito                                | Candidato                  | Risultati 6 maggio 2010 | Risultati 6 maggio 2010 |
| Partito                    | Partito                                | Candidato                  | Voti                    | %                       |
| -------------------------- | -------------------------------------- | -------------------------- | ----------------------- | ----------------------- |
|                            | Laburista                              | Pamela Nash                | 20 849                  | 58,16                   |
|                            | SNP                                    | Sophia Coyle               | 8 441                   | 23,55                   |
|                            | Conservatore                           | Ruth Whitfield             | 3 133                   | 8,74                    |
|                            | Lib Dem                                | John Love                  | 2 898                   | 8,08                    |
|                            | Indipendente                           | John McGeechan             | 528                     | 1,47                    |
|                            |                                        |                            |                         |                         |
| Iscritti                   | Iscritti                               | Iscritti                   | 62 346                  | 100,00                  |
| ↳ Votanti (% su iscritti)  | ↳ Votanti (% su iscritti)              | ↳ Votanti (% su iscritti)  | 35 849                  | 57,50                   |
| ↳ Astenuti (% su iscritti) | ↳ Astenuti (% su iscritti)             | ↳ Astenuti (% su iscritti) | 26 497                  | 42,50                   |
|                            |                                        |                            |                         |                         |
|                            | Esito: collegio confermato a Laburista |                            |                         |                         |

### Elezioni negli anni 2000
| Partito                    | Partito                                | Candidato                  | Risultati 5 maggio 2005 | Risultati 5 maggio 2005 |
| Partito                    | Partito                                | Candidato                  | Voti                    | %                       |
| -------------------------- | -------------------------------------- | -------------------------- | ----------------------- | ----------------------- |
|                            | Laburista                              | John Reid                  | 19 568                  | 59,01                   |
|                            | SNP                                    | Malcolm Balfour            | 5 484                   | 16,54                   |
|                            | Lib Dem                                | Helen Watt                 | 3 792                   | 11,44                   |
|                            | Conservatore                           | Stuart Cottis              | 3 271                   | 9,86                    |
|                            | Socialista                             | Fraser Coats               | 706                     | 2,13                    |
|                            | Scottish Independence Party            | Joseph Rowan               | 337                     | 1,02                    |
|                            |                                        |                            |                         |                         |
| Iscritti                   | Iscritti                               | Iscritti                   | 61 977                  | 100,00                  |
| ↳ Votanti (% su iscritti)  | ↳ Votanti (% su iscritti)              | ↳ Votanti (% su iscritti)  | 33 158                  | 53,50                   |
| ↳ Astenuti (% su iscritti) | ↳ Astenuti (% su iscritti)             | ↳ Astenuti (% su iscritti) | 28 819                  | 46,50                   |
|                            |                                        |                            |                         |                         |
|                            | Esito: collegio confermato a Laburista |                            |                         |                         |

| Partito                    | Partito                                | Candidato                  | Risultati 7 giugno 2001 | Risultati 7 giugno 2001 |
| Partito                    | Partito                                | Candidato                  | Voti                    | %                       |
| -------------------------- | -------------------------------------- | -------------------------- | ----------------------- | ----------------------- |
|                            | Laburista                              | Helen Liddell              | 18 478                  | 58,23                   |
|                            | SNP                                    | Alison Lindsay             | 6 138                   | 19,34                   |
|                            | Lib Dem                                | John Love                  | 2 376                   | 7,49                    |
|                            | Conservatore                           | Gordon McIntosh            | 1 960                   | 6,18                    |
|                            | Unionista                              | Mark Dempsey               | 1 436                   | 4,53                    |
|                            | Socialista                             | Kenny McGuigan             | 1 171                   | 3,69                    |
|                            | Laburista Socialista                   | Christ Herriot             | 174                     | 0,55                    |
|                            |                                        |                            |                         |                         |
| Iscritti                   | Iscritti                               | Iscritti                   | 58 338                  | 100,00                  |
| ↳ Votanti (% su iscritti)  | ↳ Votanti (% su iscritti)              | ↳ Votanti (% su iscritti)  | 31 736                  | 54,40                   |
| ↳ Astenuti (% su iscritti) | ↳ Astenuti (% su iscritti)             | ↳ Astenuti (% su iscritti) | 26 602                  | 45,60                   |
|                            |                                        |                            |                         |                         |
|                            | Esito: collegio confermato a Laburista |                            |                         |                         |

### Elezioni negli anni 1990
| Partito                    | Partito                                      | Candidato                  | Risultati 1º maggio 1997 | Risultati 1º maggio 1997 |
| Partito                    | Partito                                      | Candidato                  | Voti                     | %                        |
| -------------------------- | -------------------------------------------- | -------------------------- | ------------------------ | ------------------------ |
|                            | Laburista                                    | Helen Liddell              | 25 460                   | 61,82                    |
|                            | SNP                                          | Keith R.A. Robertson       | 10 048                   | 24,40                    |
|                            | Conservatore                                 | Nicholas H. Brook          | 3 660                    | 8,89                     |
|                            | Lib Dem                                      | Richard G. Wolseley        | 1 719                    | 4,17                     |
|                            | Referendum                                   | Crawford Semple            | 294                      | 0,71                     |
|                            |                                              |                            |                          |                          |
| Iscritti                   | Iscritti                                     | Iscritti                   | 57 676                   | 100,00                   |
| ↳ Votanti (% su iscritti)  | ↳ Votanti (% su iscritti)                    | ↳ Votanti (% su iscritti)  | 41 181                   | 71,40                    |
| ↳ Astenuti (% su iscritti) | ↳ Astenuti (% su iscritti)                   | ↳ Astenuti (% su iscritti) | 16 495                   | 28,60                    |
|                            |                                              |                            |                          |                          |
|                            | Esito: collegio a Laburista (nuovo collegio) |                            |                          |                          |

## Risultati dei referendum

### Referendum sulla permanenza del Regno Unito nell'Unione europea del 2016
|        | Collegio           | Lasciare UE % | Rimanere in UE % |
| ------ | ------------------ | ------------- | ---------------- |
|        | Airdrie and Shotts | 40,0%         | 60,0%            |
| Scozia | 38,0%              | 62,0%         |                  |
|        | Regno Unito        | 51,9%         | 48,1%            |